# Steneby-Tisselskogs församling
Steneby-Tisselskogs församling var en församling i Steneby pastorat i Dalslands kontrakt i Karlstads stift i Svenska kyrkan. Församlingen låg i Bengtsfors kommun i Västra Götalands län. Församlingen uppgick 2022 i Steneby församling.

## Administrativ historik
Församlingen bildades 2010 genom sammanslagning av en äldre Steneby församling och Tisselskogs församling och ingick därefter i Steneby pastorat. Församlingen uppgick 2022 i nybildad Steneby församling.

## Kyrkor
- Billingsfors kyrka
- Dals-Långeds kyrka
- Steneby kyrka
- Tisselskogs kyrka